# 화이난 생물군
화이난 생물군 혹은 화이난 동물군은 1980년대 초, '왕'과 '순 웨이궈'가 중국의 선캄브리아기 퇴적물(중국 안휘성 화이난시)에서 발견한 8억 4000만 년 전부터 7억 4000만 년 전(토니아기)의 유기체 분류군이다. 이와 비슷한 생물들이 러시아에서 닐로브스카야에 의해 발견되었다. 그 나이는 약 10억 년 전이었다.
지금까지 이 생물군에 대한 연구가 제대로 진행되지 않았다. 이 생물들의 구성 유기체(후술)는 크기가 수 센티미터에 달했고(에디아카라 생물군보다 열등함) 명백하게 분절된 튜브 모양을 가졌다. 종종 잔 모양이며 이러한 유기체의 동물성 및 조류 특성에 의한 가정이 이루어졌다.
화이난 생물군은 해파리와 같은 '디스크'(에디아카라 동물군)도 포함하지 않고 해면동물에 가까운 형태(일부 생물 제외)의 원시적인 동물 그룹도 포함하지 않는다. 이로 보아 분명히 화이난 생물군은 에디아카라 생물군 또는 현대 동물의 조상으로 간주될 수 없다.
프로토아르니콜라 ; 명명 - Wang 1983
파라르니콜라 ; 명명 - Wang 1983
시노사벨리디테스 ; 명명 - Sepkoski, 2002
오타비아? ; 명명 - Brain et al., 2012